# ویلا دی تیرانو
ویلا دی تیرانو (به ایتالیایی: Villa di Tirano) یک کومونه در ایتالیا است که در استان سوندریو واقع شده‌است. ویلا دی تیرانو ۲۴٫۶ کیلومتر مربع مساحت و ۲٬۹۹۷ نفر جمعیت دارد و ۴۰۶ متر بالاتر از سطح دریا واقع شده‌است.